# T41
T41 är en modellbeteckning för diesellok som tidigare hette T4. Loktillverkaren Nohab i Trollhättan  började 1953 att bygga diesellok på licens från amerikanska General Motors (GM). Den första typen var littera MY till de danska statsbanorna (DSB), vilken var en tvåhyttsmodell på ett amerikanskt chassi med GM-motor och två tre-axliga boggier. År 1955 beslöt SJ att köpa in fem lok av liknande modell. Man valde dock att utforma loken som enhyttslok med en lång och en kort huv på var sida hytten. Loken fick därmed ett unikt utseende bland Nohab-loken, där tvåhyttslok levererades även till NSB (Di3), SNCB, CFL och MÁV. Ytterligare en typ (MX) levererades senare till DSB. Litterat på de svenska loken var först T4, på 1960-talet ändrat till T41. Loken hade nr 200-204. Färgen var brun med vita ränder under hela lokens tjänstetid.
Loken hade inbyggd tågvärmeutrustning och kunde därför användas i både person- och godståg. De sattes först i tjänst på linjen Borås-Alvesta, men flyttades efter att denna sträcka elektrifierats till Siljansbanan mellan Borlänge och Mora. När denna bana elektrifierades 1978, minskade behovet av loken. Tre lok ställdes av, medan de kvarvarande två användes på den oelektrifierade Inlandsbanan. Det sista loket togs ur trafik 1988. Två lok (200 och 204) finns på Sveriges Järnvägsmuseum, där 204 är restaurerad och i driftsskick medan 200 är deponerad till Museiföreningen Gefle-Dala Jernväg. Tidigare fanns även T41 202 som reservdelsförråd, men loket skrotades 2012.